# 73 Pułk Piechoty (austro-węgierski)

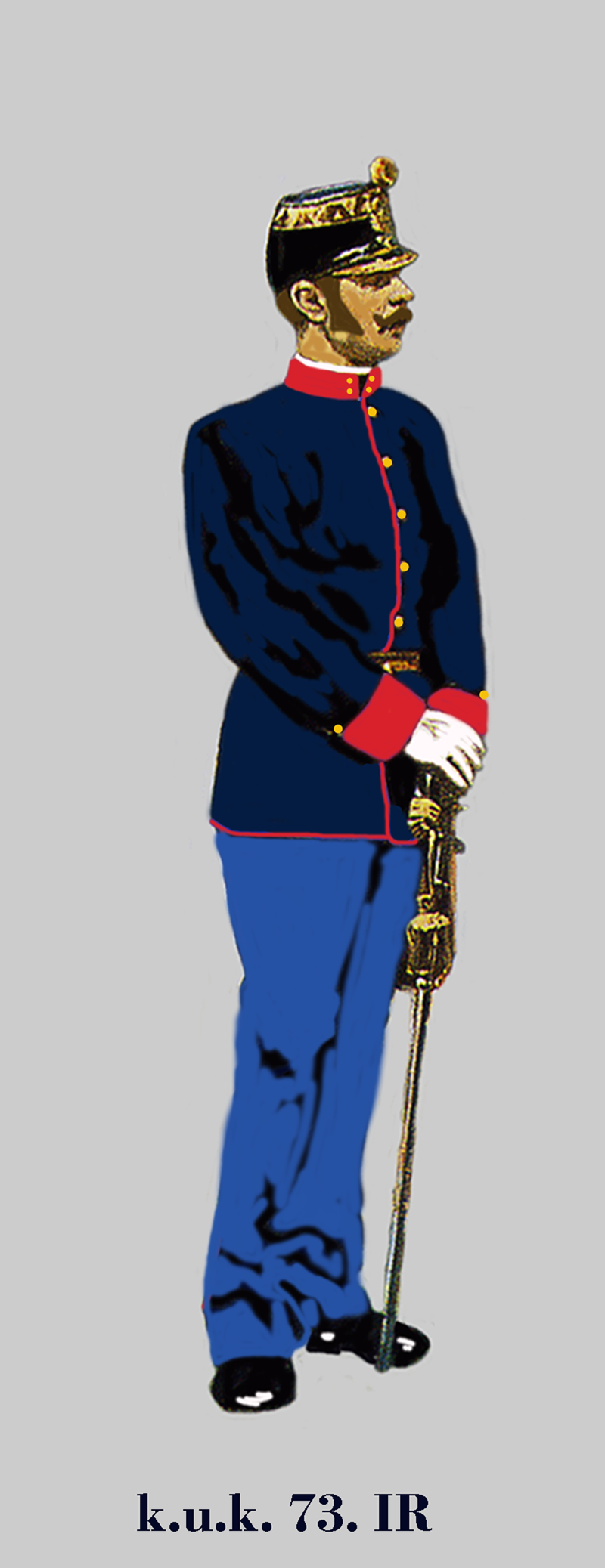
Porucznik IR. 73 w mundurze paradnym

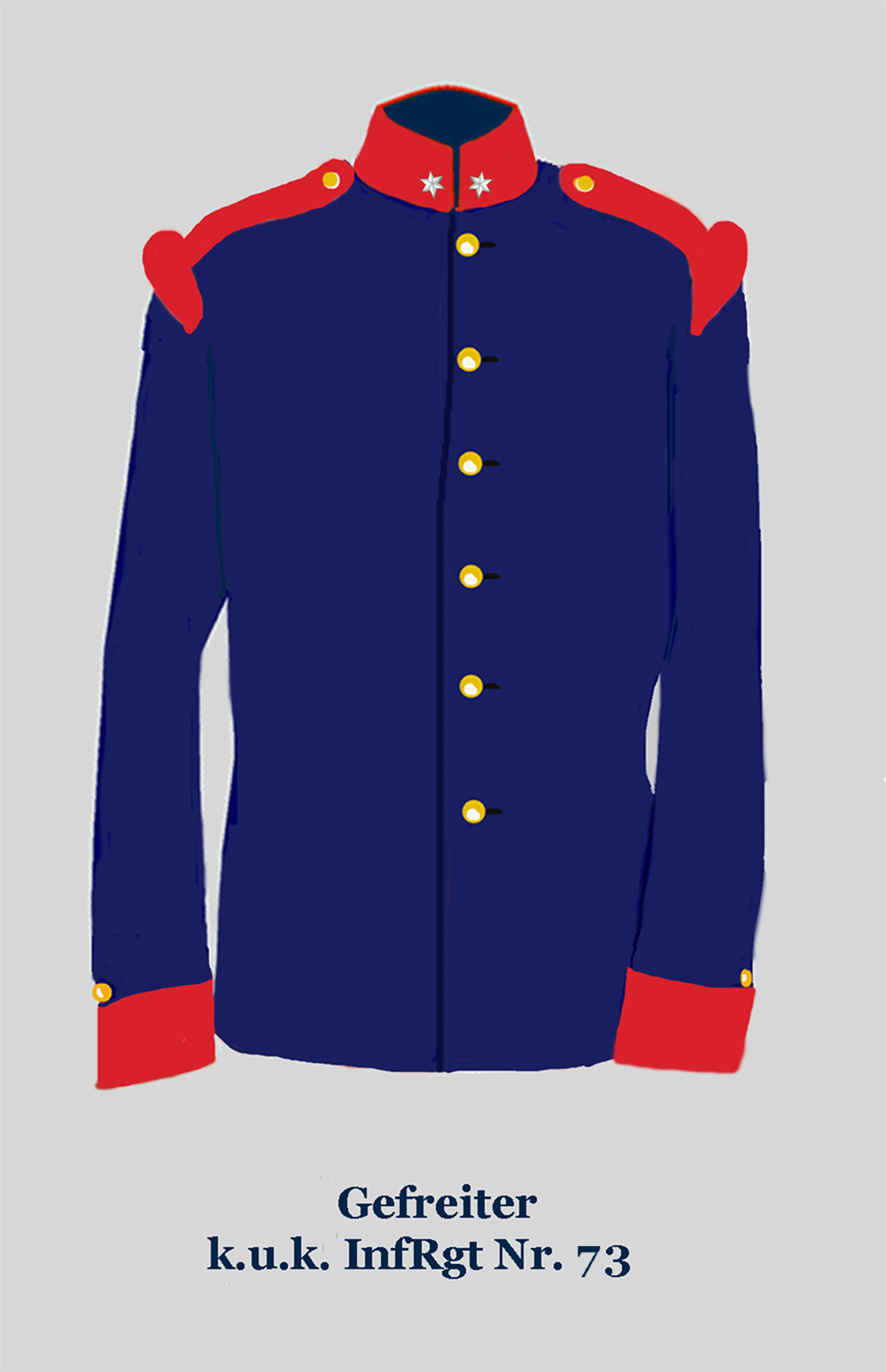
Kurtka munduru gefrajtra IR. 73

Czeski Pułk Piechoty Nr 73 (IR. 73) – pułk piechoty cesarskiej i królewskiej Armii. 

## Historia pułku
Pułk został utworzony 1 lutego 1860 roku z batalionów liniowych (Linieninfanterieregiment) 35 Pułku Piechoty, 42 Pułku Piechoty i 55 Pułku.
Okręg uzupełnień nr 73 Cheb (niem. Eger) na terytorium 8 Korpusu.
Kolejnymi szefami pułku byli:
- marszałek polny porucznik Alexander von Mensdorff-Pouilly (od 1860 do 1865),
- marszałek polny porucznik Wilhelm Wirtemberski (od 1865 do swojej śmierci w 1896),
- generał marszałek polny Albrecht Wirtemberski (od 1898 do rozwiązania pułku w 1918)[2].

Barwy pułku: wiśniowy (kirschrot), guziki złote.
W 1867 roku pułk stacjonował w Wiedniu i wchodził w skład 1 Brygady należącej do 1 Dywizji. Główna stacja okręgu uzupełnień i kancelaria rachunkowa (niem. Haupt-Ergänzungs-Bezirks- und Rechnungskanzlei-Station) pozostawała w Chebie.
W 1873 roku komenda pułku stacjonowała w Terezinie, a wszystkie bataliony w Chebie. 
W latach 1903–1914 komenda pułku razem, z 1. i 3. batalionem stacjonowała w Pradze, w koszarach piechoty usytuowanych w dzielnicy Vršovice (niem. Wrschowitzer InfKaserne). II batalion podlegał dyslokacjom: 1903 Cattaro, 1904 – Crkvice, 1905 – Castelnuovo i od 1906 w Pradze. 4. batalion w Chebie.
W 1914 roku cały pułk wchodził w skład 18 Brygady Piechoty należącej do 9 Dywizji Piechoty.
Skład narodowościowy w 1914 roku 92% – Niemcy.

## Żołnierze pułku
Komendanci pułku
- płk Joseph Dormus von Kilianshausen (1860[1] – 1863 → brygadier w 6 Korpusie)
- płk Carl Ludwig Serinny (1863 – )
- płk Johann Brenneis (1867)
- płk Johann Edler von Herget (1873)
- płk Viktor Fiebich (1903–1905)
- płk Karl Lukas (1906–1909)
- płk Adolf Brunczvik (1910)
- płk Adolf Brunswik de Korompa (1911–1914[2])
- płk Karl Wilde (1914)

Oficerowie
- Antoni Kaflowski
- kpt. Karol Pater
- por. Mieczysław Skulski
- por. Jan Thullie